# Johann Nepomuk Oettl
Johann Nepomuk Oettl (29. června 1801 Dolany u Kadaně – 7. září 1866 Brody u Krásného Dvora) byl katolický kněz a propagátor včelařství v Čechách.

## Životopis
Narodil se 29. června 1801 ve vsi Dolany u Kadaně, jež byla později zlikvidována kvůli výstavbě vodní nádrže Nechranice. Pocházel z tkalcovské rodiny a velice brzy osiřel. Zajímal se o přírodu. Absolvoval základní učitelský kurs. V roce 1819, ve svých osmnácti letech, nastoupil na gymnázium v Kadani a 1823 odešel do Prahy, kde složil maturitní zkoušku. Poté studoval filosofii a teologii na Karlo-Ferdinandově univerzitě. Soucit s chudými ho přivedl k povolání kněze, začal tedy studovat v kněžském semináři v Litoměřicích. V roce 1831 byl vysvěcen na kněze a svou službu začal v Libědicích v kostele svatého Víta. V letech 1832–1834 působil v Libočanech.  Od roku 1834 působil jako lokalista v Mětikalově a během následujících třicátých a čtyřicátých let byl přeložen na fary v Turči, Radíčevsi a Buškovicích.
Již v Libědicích se začal zajímat o včelařství a 1. června 1852 založil Jednotu ku povznesení včelařství v Čechách a stal se jejím prvním předsedou. Ve spolku se uplatnila Oettelova záliba v psaní, kterému se věnoval jako první redaktor časopisu Bienenvater aus Böhmen. Po deseti letech se vzdal své funkce předsedy ze zdravotních důvodů. O včelařství se zajímal i aktivně a vynalezl tzv. oddělitelný (nástavkový) slaměný úl, zvaný Prinzstock. Ke konci svého života se usadil v Brodech, kde založil takzvaný Včelí dům, a kde 7. září 1866 zemřel.

## Dílo
Kromě řady knih, náboženských a hlavně včelařských, publikoval také v časopisech Bienenvater aus Bömen a Bienen-Zeitung. Knihu Wítek, wčelař a spolu aulař přeložil do češtiny J. A. Dunder a vyšla v Praze 1843. Působil ve spolcích C. k. Vlastenecké a hospodářské společnosti pro Království české a stal se členem Société centrale d'apiculture. Císař František I. jej ocenil za jeho zásluhy.